# Tour de Francia 1989
El 76.º Tour de Francia se disputó del 1 al 23 de julio de 1989 sobre un recorrido de 21 etapas y con un total de 3285 km que el vencedor cubrió a una velocidad media de 37,487 km/h. La carrera comenzó en Luxemburgo y concluyó en París.
El ganador final fue el estadounidense Greg LeMond, que superó en la última contrarreloj al francés Laurent Fignon para imponerse por escasos 8", el margen más pequeño en la historia de la ronda francesa.

## Desarrollo de la carrera

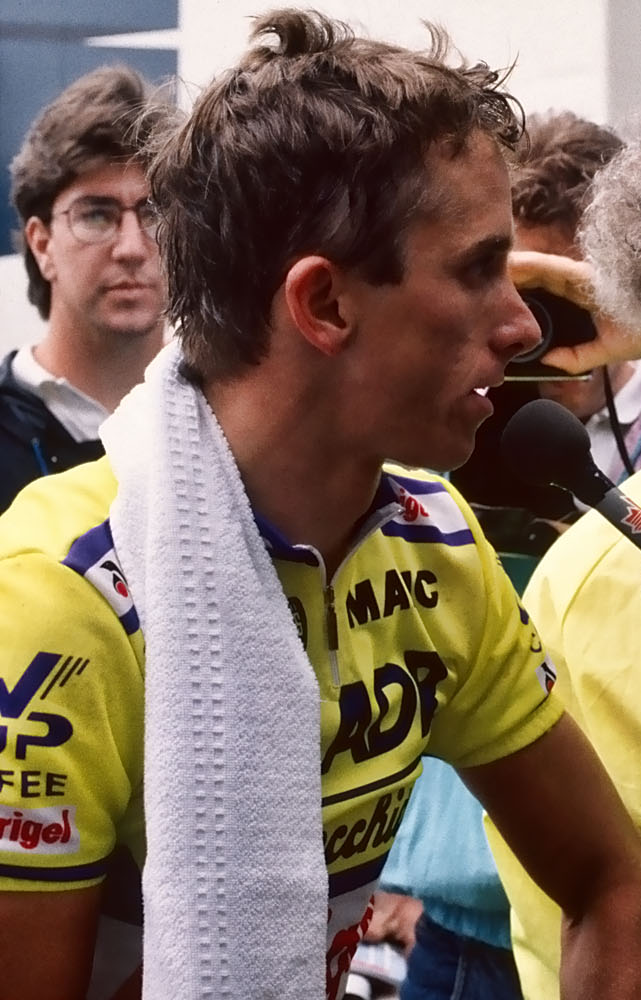
Greg se enfrenta a las entrevistas instantáneas al final de la etapa del Tour de Francia de 1989 en Luxemburgo. Greg se llevó la memorable victoria en la contrarreloj de la etapa final en París con un margen de 8 segundos sobre Laurent Fignon.

Perico Delgado, ganador del año anterior y segundo en 1987, partía como uno de los grandes favoritos al triunfo final. Entre sus rivales, destacaban los nombres de Steven Rooks, Greg LeMond, Laurent Fignon, Fabio Parra o Stephen Roche.
Ya en la etapa prólogo, el vigente campeón, Pedro Delgado, perdió más de dos minutos y medio por un despiste y llegar tarde para tomar la salida. Su desventaja se vería incrementada pocos días después, tras realizar una contrarreloj por equipos realmente mala en la que el equipo Reynolds finalizó último a más de cuatro minutos y medio del vencedor de la etapa, el Super U de Laurent Fignon.
Tras la contrarreloj de la 5.ª etapa, parecía claro que el Tour iba a decidirse entre LeMond y Fignon. El estadounidense se hizo aquel día con la etapa y el maillot amarillo.
La 9.ª etapa supuso la primera toma de contacto con la alta montaña. Miguel Induráin consiguió el que, a la postre, sería el único triunfo español en el Tour de 1989. Otros dos españoles fueron segundo y tercero aquel día, Anselmo Fuerte y Perico Delgado, el cual comenzaba a recortar diferencias con los dos hombres más fuertes de la carrera. Tras la 10.ª etapa, en la que se ascendió, entre otros, el Col du Tourmalet, Delgado estaba cuarto a menos de tres minutos del líder, el francés Fignon.
Tras varias etapas en las que las diferencias entre LeMond y Fignon cambiaban de un día para otro, llegó la 17.ª etapa, con final en Alpe d'Huez, en la cual vencería el neerlandés Gert-Jan Theunisse. Perico Delgado, que fue segundo en aquella etapa (y tercero en la general), llegó en compañía de Laurent Fignon, el cual junto con la etapa del día siguiente, lograría poner a LeMond a 50 segundos en la clasificación general.
Sin embargo, no sería suficiente, pues en la última etapa, una contrarreloj de 24 kilómetros, el estadounidense Greg LeMond conseguiría aventajar a Laurent Fignon en 8 segundos, ganando así el Tour de Francia por la menor diferencia de la historia. Pedro Delgado terminaría tercero, maldiciendo su mala suerte en las etapas iniciales, la cual le privó de la posibilidad de vencer en la ronda francesa por segunda vez.

## Equipos participantes
| Equipo                | Jefe de filas      |
| Reynolds              | Pedro Delgado      |
| PDM                   | Steven Rooks       |
| Kelme                 | Fabio Parra        |
| Helvetia-La Suisse    | Steve Bauer        |
| Super U-Raleigh-Fiat  | Laurent Fignon     |
| Café de Colombia      | Luis Herrera       |
| Z-Peugeot             | Eric Boyer         |
| BH                    | Álvaro Pino        |
| Panasonic-Isostar     | Erik Breukink      |
| Hitachi-VTM           | Claude Criquelion  |
| 7 Eleven              | Andrew Hampsten    |
| Paternina             | Marino Lejarreta   |
| Carrera Jeans         | Urs Zimmermann     |
| RMO - Mavic - Liberia | Charly Mottet      |
| AD Renting            | Greg LeMond        |
| Fagor                 | Stephen Roche      |
| Histor Sigma - Fina   | Luc Roosen         |
| Chateau D'Ax          | Gianni Bugno       |
| Toshiba               | Laurent Bezault    |
| Domex - Weinmann      | Adrie van der Poel |
| Superconfex - Yoko    | Rolf Gölz          |
| TVM                   | Phil Anderson      |

## Etapas
| Etapa   | Fecha       | Recorrido                         | Distancia (km) | Ganador              | Líder           |
| ------- | ----------- | --------------------------------- | -------------- | -------------------- | --------------- |
| Prólogo | 1 de julio  | Luxemburgo                        | 7,8 (CRI)      | Erik Breukink        | Erik Breukink   |
| 1.ª     | 2 de julio  | Luxemburgo                        | 135,5          | Acacio da Silva      | Acacio da Silva |
| 2.ª     | 2 de julio  | Luxemburgo                        | 46 (CRE)       | Super U-Raleigh-Fiat | Acacio da Silva |
| 3.ª     | 3 de julio  | Luxemburgo- Spa Francorchamps     | 241            | Raúl Alcalá          | Acacio da Silva |
| 4.ª     | 4 de julio  | Lieja-Wasquehal                   | 255            | Jelle Nijdam         | Acacio Da Silva |
| 5.ª     | 6 de julio  | Dinard-Rennes                     | 73 (CRI)       | Greg LeMond          | Greg LeMond     |
| 6.ª     | 7 de julio  | Rennes-Futuroscope                | 259            | Joël Pélier          | Greg LeMond     |
| 7.ª     | 8 de julio  | Poitiers-Burdeos                  | 258,5          | Étienne De Wilde     | Greg LeMond     |
| 8.ª     | 9 de julio  | Labastide d'Armagnac-Pau          | 157            | Martin Earley        | Greg LeMond     |
| 9.ª     | 10 de julio | Pau-Cauterets                     | 147            | Miguel Induráin      | Greg LeMond     |
| 10.ª    | 11 de julio | Cauterets-Superbagnères           | 136            | Robert Millar        | Laurent Fignon  |
| 11.ª    | 12 de julio | Luchon-Blagnac                    | 158,5          | Mathieu Hermans      | Laurent Fignon  |
| 12.ª    | 13 de julio | Toulouse-Montpellier              | 242            | Valerio Tebaldi      | Laurent Fignon  |
| 13.ª    | 14 de julio | Montpellier-Marsella              | 179            | Vincent Barteau      | Laurent Fignon  |
| 14.ª    | 15 de julio | Marsella-Gap                      | 240            | Jelle Nijdam         | Laurent Fignon  |
| 15.ª    | 16 de julio | Gap-Orcières-Merlette             | 39 (CRI)       | Steven Rooks         | Greg LeMond     |
| 16.ª    | 18 de julio | Gap-Briançon                      | 175            | Pascal Richard       | Greg LeMond     |
| 17.ª    | 19 de julio | Briançon-Alpe d'Huez              | 165            | Gert-Jan Theunisse   | Laurent Fignon  |
| 18.ª    | 20 de julio | Le Bourg d'Oisans-Villard de Lans | 91,5           | Laurent Fignon       | Laurent Fignon  |
| 19.ª    | 21 de julio | Villard de Lans-Aix les Bains     | 125            | Greg LeMond          | Laurent Fignon  |
| 20.ª    | 22 de julio | Aix les Bains-L'Isle d'Abeau      | 130            | Giovanni Fidanza     | Laurent Fignon  |
| 21.ª    | 23 de julio | Versalles-París                   | 24,5 (CRI)     | Greg LeMond          | Greg LeMond     |

## Clasificaciones
| \| 1. \| Greg LeMond \| Estados Unidos \| ADR \| 87h 38' 35" \| \| \| 2. \| Laurent Fignon \| Francia \| SUP \| + 8" \| \| \| 3. \| Pedro Delgado \| España \| REY \| + 3' 34" \| \| \| 4. \| Gert-Jan Theunisse \| Países Bajos \| PDM \| + 7' 30" \| \| \| 5. \| Marino Lejarreta \| España \| PAT \| + 9' 39" \| \| \| 6. \| Charly Mottet \| Francia \| RMO \| + 10' 06" \| \| \| 7. \| Steven Rooks \| Países Bajos \| PDM \| a 11' 10" \| \| \| 8. \| Raúl Alcalá \| México \| PDM \| + 14' 21" \| \| \| 9. \| Sean Kelly \| Irlanda \| PDM \| + 18' 25" \| \| \| 10. \| Robert Millar \| Reino Unido \| Z \| + 18' 46" \| \| |                    |                |     |             |  |
| 1. | Greg LeMond        | Estados Unidos | ADR | 87h 38' 35" |  |
| 2. | Laurent Fignon     | Francia        | SUP | + 8"        |  |
| 3. | Pedro Delgado      | España         | REY | + 3' 34"    |  |
| 4. | Gert-Jan Theunisse | Países Bajos   | PDM | + 7' 30"    |  |
| 5. | Marino Lejarreta   | España         | PAT | + 9' 39"    |  |
| 6. | Charly Mottet      | Francia        | RMO | + 10' 06"   |  |
| 7. | Steven Rooks       | Países Bajos   | PDM | a 11' 10"   |  |
| 8. | Raúl Alcalá        | México         | PDM | + 14' 21"   |  |
| 9. | Sean Kelly         | Irlanda        | PDM | + 18' 25"   |  |
| 10. | Robert Millar      | Reino Unido    | Z   | + 18' 46"   |  |

| \| 1. \| Sean Kelly \| Irlanda \| PDM \| 277 puntos \| \| 2. \| Étienne De Wilde \| Bélgica \| HIS \| 194 puntos \| \| 3. \| Steven Rooks \| Países Bajos \| PDM \| 163 puntos \| |                  |              |     |            |
| 1. | Sean Kelly       | Irlanda      | PDM | 277 puntos |
| 2. | Étienne De Wilde | Bélgica      | HIS | 194 puntos |
| 3. | Steven Rooks     | Países Bajos | PDM | 163 puntos |

| \| 1. \| Gert-Jan Theunisse \| Países Bajos \| PDM \| 441 puntos \| \| 2. \| Pedro Delgado \| España \| REY \| 311 puntos \| \| 3. \| Steven Rooks \| Países Bajos \| PDM \| 257 puntos \| |                    |              |     |            |
| 1. | Gert-Jan Theunisse | Países Bajos | PDM | 441 puntos |
| 2. | Pedro Delgado      | España       | REY | 311 puntos |
| 3. | Steven Rooks       | Países Bajos | PDM | 257 puntos |

| \| 1. \| Fabrice Philippot \| Francia \| TOS \| 88h 23' 18s \| \| 2. \| William Palacio \| Colombia \| REY \| a 59s \| \| 3. \| Gérard Rue \| Francia \| SUP \| a 18' 50s \| |                   |          |     |             |
| 1. | Fabrice Philippot | Francia  | TOS | 88h 23' 18s |
| 2. | William Palacio   | Colombia | REY | a 59s       |
| 3. | Gérard Rue        | Francia  | SUP | a 18' 50s   |

| \| 1. \| PDM \| Países Bajos \| PDM \| - \| \| 2. \| Reynolds \| España \| REY \| - \| \| 3. \| Z-Peugeot \| Francia \| Z \| - \| |           |              |     |   |
| 1. | PDM       | Países Bajos | PDM | - |
| 2. | Reynolds  | España       | REY | - |
| 3. | Z-Peugeot | Francia      | Z   | - |